# Croton joufra
Espèce
Croton joufra est une espèce de plantes à fleurs du genre Croton et de la famille des Euphorbiaceae, présente du Bhoutan jusqu'à la Chine (Yunnan).
Il a pour synonyme :
- Croton persimilis var. glabratus, Müll.Arg., 1866
- Oxydectes joufra, (Roxb.) Kuntze
- Oxydectes persimilis, (Müll.Arg.) Kuntze